# Paratorchus pelorensis
Paratorchus pelorensis – gatunek chrząszczy z rodziny kusakowatych i podrodziny Osoriinae.
Gatunek ten opisany został w 1982 roku przez H. Pauline McColl jako Paratrochus pelorensis. W 1984 roku ta sama autorka zmieniła nazwę rodzaju na Paratorchus, w związku z wcześniejszym użyciem poprzedniej nazwy dla rodzaju mięczaków.
Chrząszcz o walcowatym ciele długości od 2,3 do 3,1 mm, barwy rudobrązowej do żółtawobrązowej z jaśniejszymi odnóżami i czułkami. Wierzch ciała ma delikatnie punktowany oraz rzadko owłosiony. Długość szczecinek okrywowych jest mniejsza niż odległości między nimi. Owalne oczy buduje pojedyncze, wypukłe omatidium. Przedplecze ma od 0,4 do 0,45 mm długości i jest najszersze mniej więcej pośrodku. Odwłok ma wyraźnie widoczne linie łączeń między tergitem a sternitem tylko w przypadku trzeciego segmentu, a dziewiąty tergit niezbyt silnie wydłużony ku tyłowi w dwa długie, spiczaste wyrostki tylne oraz zaokrąglony guzek środkowy pomiędzy nimi. U samca ósmy sternit odwłoka ma wgłębienie środkowe. Narząd kopulacyjny samca ma 0,45 mm długości, przysadzistą część rurkowatą i pozbawiony jest wyrostka bocznego. Samicę cechuje podługowato-owalna spermateka o wymiarach 0,213 × 0,063 mm.
Owad endemiczny dla Nowej Zelandii, znany tylko z Pelorus Bridge w północnej części Wyspy Południowej. Spotykany jest w ściółce.